# Kirker i Præstø Amt
Præstø Amt blev dannet ved en sammenlægning af først Tryggevælde Amt og Vordingborg Amt, i 1750, og i 1803 kom Møn Amt med.
Amtet blev i 1970 lagt sammen med Maribo Amt til Storstrøms Amt

## Bjæverskov Herred
- Bjæverskov Kirke
- Endeslev Kirke
- Gørslev Kirke
- Herfølge Kirke
- Himlingøje Kirke
- Hårlev Kirke
- Ingelstrup Kapel i Sædder Sogn
- Lellinge Kirke
- Lidemark Kirke
- Sædder Kirke
- Tårnby Kirke
- Valløby Kirke
- Vollerslev Kirke
- Vråby Kirke

## Bårse Herred
- Allerslev Kirke
- Beldringe Kirke
- Bårse Kirke
- Everdrup Kirke
- Jungshoved Kirke
- Kalvehave Kirke
- Mern Kirke
- Præstø Kirke
- Sankt Peders Kapel i Everdrup Sogn
- Skibinge Kirke
- Snesere Kirke
- Stensby Kirke
- Udby Kirke
- Vordingborg Kirke
- Ørslev Kirke
- Øster Egesborg Kirke

## Fakse Herred
- Alslev Kirke
- Fakse Kirke
- Hylleholt Kirke
- Karise Kirke
- Kongsted Kirke
- Roholte Kirke
- Spjellerup Kirke
- Dalby Kirke – Sønder Dalby Sogn
- Tureby Kirke
- Ulse Kirke
- Vemmetofte Klosterkirke – Vemmetofte Sogn
- Øster Egede Kirke

## Hammer Herred
- Hammer Kirke
- Holme Olstrup Kirke
- Kastrup Kirke
- Køng Kirke
- Lundby Kirke
- Mogenstrup Kirke
- Næstelsø Kirke
- Rønnebæk Kirke
- Svinø Kirke i Svinø Sogn
- Sværdborg Kirke
- Toksværd Kirke
- Vejlø Kirke
- Vester Egesborg Kirke

## Mønbo Herred
- Bogø Kirke
- Borre Kirke
- Damsholte Kirke
- Elmelunde Kirke
- Fanefjord Kirke
- Keldby Kirke
- Magleby Kirke
- Nyord Kirke
- Stege Kirke

## Stevns Herred
- Frøslev Kirke
- Havnelev Kirke
- Hellested Kirke
- Holtug Kirke
- Højerup Kirke
- Lille Heddinge Kirke
- Lyderslev Kirke
- Magleby Kirke
- Smerup Kirke
- Sankt Katharina Kirke – Store Heddinge Sogn
- Strøby Kirke
- Varpelev Kirke

## Tybjerg Herred
- Aversi Kirke
- Bavelse Kirke
- Fensmark Kirke
- Glumsø Kirke
- Herlufmagle Kirke
- Næsby Kirke
- Rislev Kirke
- Sandby Kirke
- Sankt Jørgens Kirke
- Sankt Mortens Kirke
- Sankt Peders Kirke
- Skelby Kirke
- Tybjerg Kirke
- Tyvelse Kirke
- Vester Egede Kirke
- Vrangstrup Kirke